# Cyraneczka maskareńska
Cyraneczka maskareńska, kaczka maskareńska (Anas theodori) – wymarły gatunek ptaka z rodziny kaczkowatych (Anatidae). Występował na Mauritiusie i Reunionie. Cyraneczka maskareńska należała do nadgatunku cyraneczki szarej (Anas gibberifrons) z podrodzaju Nettion w obrębie Anas. Prawdopodobnie najbliżej spokrewnionym z nią gatunkiem była cyraneczka madagaskarska (A. bernieri). Wyłączając mocniejsze skrzydła i znacząco większe rozmiary ciała (między cyraneczką szarą a kaczką madagaskarską (A. melleri)) była bardzo podobna właśnie do cyraneczek madagaskarskich. Wcześniej proponowano, że najbliżej spokrewnionym z cyraneczką maskareńską gatunkiem była kaczka madagaskarska, co jednak podano w wątpliwość po odkryciu większej ilości szczątków A. theodori. Z wyjątkiem kilku pobieżnych opisów niewiele wiadomo o tych ptakach, prawdopodobnie zachowaniem nie odstawały znacząco od blisko spokrewnionych kaczek. Kości cyraneczki maskareńskiej odnaleziono na bagnie Mare aux Songes na Mauritiusie, później także na Reunionie. Nazwa naukowa upamiętnia Théodore’a Sauziera.

## Wymarcie
Cyraneczka maskareńska na obydwu wyspach wymarła z powodu nadmiernego odłowu. Na Mauritiusie w 1681 „szare cyraneczki” miały występować „w dużych ilościach” na leśnych jeziorach i stawach, jednak według Leguata w 1693 „dzikie kaczki” były wówczas rzadkie. W 1696 gubernator Mauritiusu Roelof Deodati wspomniał o tych ptakach jako o żyjących po raz ostatni. W przypadku Reunionu po raz ostatni wspomniano cyraneczkę maskareńską w 1709, w liście zwierząt na wyspie autorstwa de la Merveille’a. Biorąc pod uwagę, że Jean Feuilley w 1705 nie wymienił ptactwa wodnego w swoim raporcie można założyć, że informacje podane przez de la Merville’a opierały się na zasłyszanych przestarzałych i błędnych pogłoskach. Ostatnie wiarygodne stwierdzenie cyraneczki maskareńskiej na Reunionie prawdopodobnie pochodzi od Père’a Bernardina, z 1687. Datę wymarcia na tej wyspie szacuje się na koniec lat 90. XVII wieku, nieco wcześniejszą niż na Reunionie.
Informacje Bernardina i Bouchera (1710) są dość niejasne, jako że wspominają o gęsiach (kazarkach reuniońskich, Alopochen kervazoi), sarcelles („cyraneczkach” – cyraneczkach maskareńskich) i canards („kaczkach”, większych od sarcelles) na Reunionie.